# Euristica affettiva
L’euristica affettiva (nota anche come “avversione alla privazione”) è un comportamento economico, deviante rispetto alla teoria normativa dell’utilità, per la quale le persone attribuiscono un maggior valore ai beni in loro possesso rispetto ai medesimi disponibili sul mercato. Una volta acquistato un bene si ha difficoltà nel privarsene, anche verso un bene del tutto equivalente ma non “proprio”; nel momento in cui il bene non è più posseduto si ha una percezione di perdita maggiore del suo valore corrente di mercato. La formulazione del giudizio di valore è dunque parzialmente determinata da una componente affettiva, che modifica la componente razionale associata all'idea di homo oeconomicus.

## Esempio di euristica affettiva
Uno dei più famosi casi presenti in letteratura proviene da studi effettuati dallo psicologo Daniel Kahneman. Ad una serie di partecipanti viene regalata una tazza; in seguito, è loro data la possibilità di venderla o di scambiarla con un altro prodotto (una penna). I risultati evidenziarono come la maggior parte dei partecipanti preferisce vendere la tazza (dopo che questa divenne formalmente di loro proprietà) piuttosto che scambiarla con un altro prodotto. Inoltre, il prezzo di vendita attribuito risulta mediamente superiore a quello originario.

## Teoria del duplice processo
L'euristica affettiva ha molto in comune con il modello di “risk as feelings” proposto da George Freud Loewenstein  e con la teoria del “duplice processo” portata avanti da Seymour Epstein e Steven Sloman. Secondo Epstein, l'uomo apprende la realtà attraverso due sistemi di elaborazione, paralleli ed interattivi. Il primo è il sistema razionale, a natura analitica e deliberativa, sulla base di regole logiche (inferenza) e prove (per esempio teoria delle probabilità). L'altro è il sistema esperienziale, che codifica la realtà in immagini, metafore e narrazioni, di supporto alla dimensione affettiva dei processi cognitivi. 

### Prove sperimentali
Per dimostrare l'influenza del sistema esperienziale di natura emozionale Epstein disegnò e condusse in più versioni l'esperimento noto come “fagioli di gelatina rossi”.
Una piccola urna contiene 1 fagiolo di gelatina rossa su 10; una grande urna contiene 10 fagioli di gelatina rossa su 100. Il partecipante vince una certa quantità di denaro se estrae il fagiolo rosso. Ai partecipanti è offerta la possibilità, contro pagamento di un centesimo di dollaro, di scegliere l'urna da cui estrarre il fagiolo, oppure di avere la stessa assegnata in modo casuale, senza costo. Si osserva sperimentalmente come una significativa parte di popolazione esprime preferenza per l'urna grande, pagando il prezzo stabilito per poter effettuare da essa l'estrazione del fagiolo. Alcuni partecipanti interessati da questo comportamento commentarono spontaneamente che si sentivano sciocchi nel dover pagare per effettuare una scelta tra probabilità uguali ma, se pur coscienti, sentivano di avere una migliore chance di estrarre un fagiolo di gelatina rossa da un'urna che ne aveva una quantità maggiore in valore assoluto. Quando lo stesso problema fu presentato nella forma di un'illustrazione senza opportunità di vincere denaro, la grande maggioranza non espresse alcuna preferenza, non essendo dunque disponibile a pagare per selezione l'urna. Tuttavia, quando gli venne chiesto di supporre come le persone avrebbero risposto, dissero che la maggior parte di esse avrebbe preferito estrarre dall'urna grande.
Da quella prima versione ne venne introdotta un'altra molto più estrema definita da Veronika Denes-Raj ed Epstein stesso, basata ancora su due urne differenti non solo per dimensione, ma anche per probabilità di presenza del fagiolo rosso, minore in quella a maggior numerosità. Gran parte degli intervistati preferiscono estrarre dall'urna più ampia, ma con una piccola porzione di fagioli rossi (per esempio 9 su 100, o probabilità del 9%), piuttosto che estrarre dall'urna di minor dimensione, nonostante questa presenti una maggiore probabilità di successo (per esempio 1 su 10, o probabilità del 10%). Dal 20 al 30% dei soggetti partecipanti all'esperimento sceglie di estrarre dall'urna grande anche quando questa presenta una probabilità di esito positivo del solo 5%. L'immagine di avere ad esempio 7 fagioli rossi (seppur in un'urna grande) domina l'immagine di un solo fagiolo vincente in un'urna molto piccola. La scelta è dunque soggetta alla strategia cognitiva denominata “imaging the numerator”.
L'esperimento, nelle sue varie versioni, fornisce il supporto per l'ipotesi che convivano naturalmente (e possano entrare fra loro in conflitto) due modi differenti di elaborare le informazioni, uno razionale, l'altro sperimentale, basato sull'esperienza. Quest'ultimo può sostituire il sistema razionale anche quando i soggetti conoscono la risposte formalmente corrette. Esso appare più ricettivo verso il concreto, è naturale ed interpreta gli eventi in termini di passate esperienze, fornendo risposte adeguate ai problemi concreti, ma trovando il suo limite nel passaggio a problemi di natura astratta.

## Altri studi
Il bias di errata percezione della quantità, collegato alla euristica affettiva, è stato oggetto anche di altri studi. Un importante esperimento è dovuto a Paul Slovic, che coinvolse un insieme di psicologi forensi e psichiatri, ai quali chiese di giudicare la probabilità che un paziente con problemi mentali possa commettere un atto di violenza 6 mesi dopo l'uscita dall'ospedale psichiatrico.  I medici i quali ottennero la valutazione da parte di un altro esperto, espressa in termini di frequenza relativa (ovvero nel modo  “su ogni 100 pazienti simili a Mr. Jones, 10 sono quelli stimati a commettere un atto di violenza nei confronti di altre persone”) percepirono un maggiore senso di pericolo rispetto allo stesso dato espresso ad altri medici sotto forma di probabilità (“pazienti simili a Mr. Jones sono stimati ad avere il 10% di chance di commettere un atto di violenza nei confronti di altri”). A parità di situazione, la formulazione in valore assoluto (10 su 100) vede il 41% dei medici contrari alla dimissione del paziente, a fronte del 21% nel caso di espressione della probabilità in valore percentuale, nonostante dal punto di vista statistico il rischio sia ovviamente lo stesso.